# Церковь Святого Степаноса (Юхары-Айлис)
Церковь Святого Степаноса  (Стефана) (арм. Ագուլիսի Սուրբ Ստեփանոս եկեղեցի) — храм Армянской Апостольской церкви в селе Агулис (сегодня — Ашагы Айлис), Нахичеванская АР, на территории современного Азербайджана. По данным CHW был полностью разрушен к 3 февраля 2000 года, что видно на спутниковом снимке IKONOS

## История
Церковь была построена в XII—XIII веках. Находилась в северо-восточной части Агулиса. Архитектор неизвестен. Была отреставрирована в XVII веке и в 1845 году.

## Архитектура
Выполнена в виде четырёхкупольной базилики из тёсаного базальта и розового камня. Вход находится с западной, северной и южной сторон. Имеет полуокруглую апсиду. Одна пара ризниц с подвалами. Вторые этажи разниц полностью открыты с западной сторона, как и главная апсида. Купол выполнен из камня. На южной стене есть надписи. В 1920-х пропали композиционные изображения из-под арок с западной и южной сторон. Вокруг окон и входов, а также на части стен церкви имелись орнаменты. Близ церкви находятся разрушенные стены. По состоянию на 1986 год трёхэтажная колокольня перед южным входом была разрушена, разрушено покрытие с западной стороны, имеются трещины.